# Takayama (Nagano)
Takayama (高山村?) è un villaggio giapponese della prefettura di Nagano.